# Pavoraja alleni
 Pavoraja alleni és una espècie de peix de la família dels raids i de l'ordre dels raïformes.

## Morfologia
- Els mascles poden assolir 35 cm de longitud total i les femelles.[4][5]

## Reproducció
És ovípar i les femelles ponen càpsules d'ous, les quals presenten com unes banyes a la closca.

## Hàbitat
És un peix marí i de clima tropical (15°S-32°S) que viu entre 304–458 m de fondària.

## Distribució geogràfica
Es troba a l'oceà Índic oriental: és un endemisme d'Austràlia.

## Observacions
És inofensiu per als humans.